# The Perils of Pork Pie
The Perils of Pork Pie è un cortometraggio muto del 1916 diretto da W.P. Kellino.

## Trama
Un uomo sogna di comperare il British Museum dove una mummia ritorna in vita e fa di lui un faraone.

## Produzione
Il film fu prodotto dalla Homeland.

## Distribuzione
Distribuito dalla Globe, il film - un cortometraggio in tre bobine - uscì nelle sale cinematografiche britanniche nel settembre 1916.